# Leichtathletik-Weltmeisterschaften 1991/10.000 m der Männer

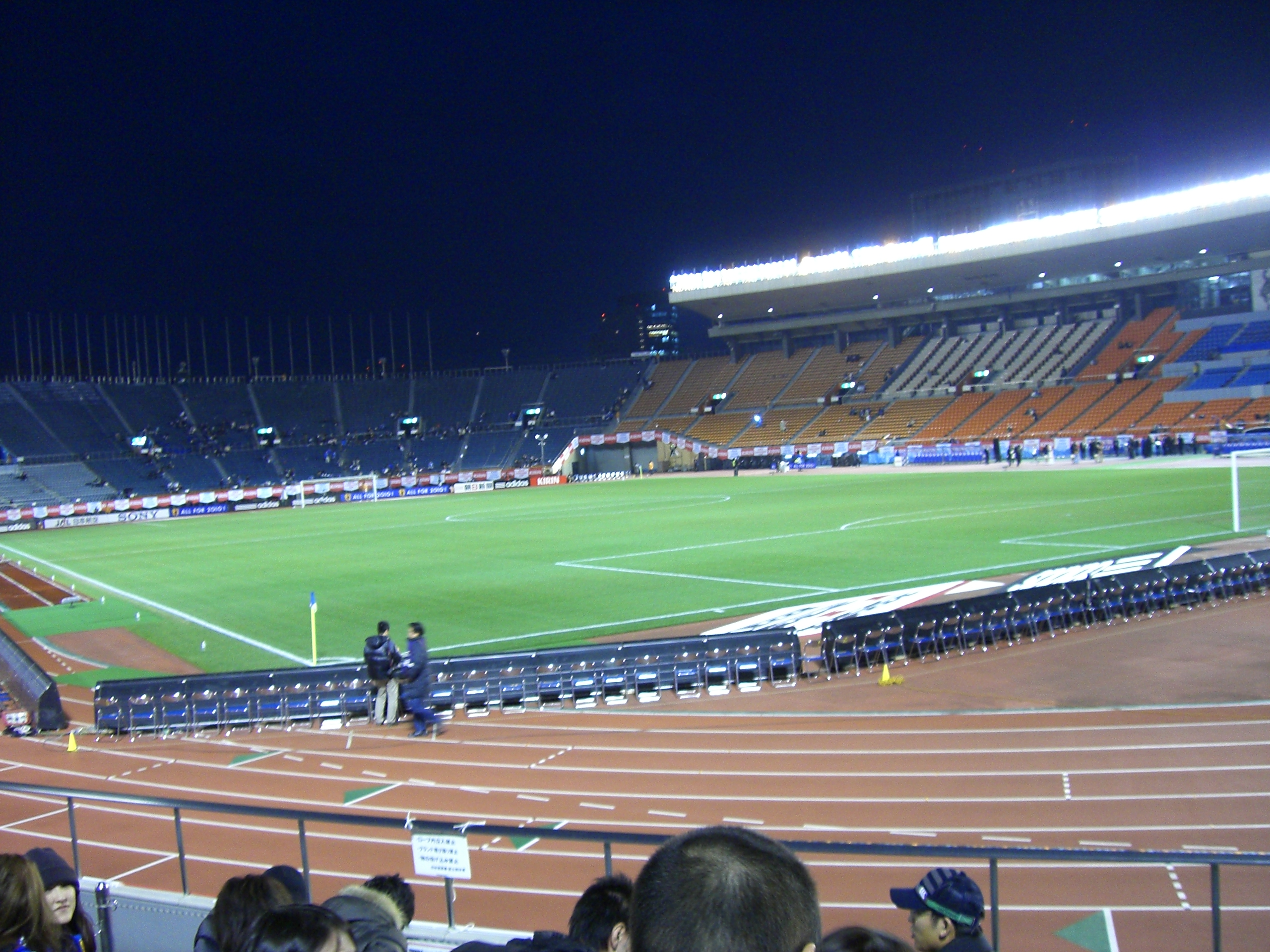
Das Olympiastadion in Tokio im Jahr 2008

Der 10.000-Meter-Lauf der Männer bei den Leichtathletik-Weltmeisterschaften 1991 wurde am 24. und 26. August 1991 im Olympiastadion der japanischen Hauptstadt Tokio ausgetragen.
In diesem Wettbewerb erliefen die Athleten aus Kenia einen Doppelsieg. Weltmeister wurde Moses Tanui. Er gewann vor Richard Chelimo. Bronze ging an den Marokkaner Khalid Skah.

## Bestehende Rekorde
| Weltrekord               | 27:08,23 min | Arturo Barrios | Berlin, BR Deutschland  | 18. August 1989 |
| Weltmeisterschaftsrekord | 27:38,63 min | Paul Kipkoech  | WM 1987 in Rom, Italien | 29. August 1987 |

Der bestehende WM-Rekord wurde bei diesen Weltmeisterschaften nicht eingestellt und nicht verbessert. Der kenianische Weltmeister Moses Tanui verfehlte den Rekord im Finale allerdings nur um elf Hundertstelsekunden.

## Vorrunde
24. August 1991, 20:20 Uhr
Wie schon bei den Weltmeisterschaften 1983 war die Teilnehmerzahl so groß, dass Vorläufe notwendig waren. Diese Vorrunde wurde in zwei Läufen durchgeführt. Die ersten acht Athleten pro Lauf – hellblau unterlegt – sowie die darüber hinaus vier zeitschnellsten Läufer – hellgrün unterlegt – qualifizierten sich für das Viertelfinale.

### Vorlauf 1
| Platz | Name                       | Nation           | Zeit (min) |
| ----- | -------------------------- | ---------------- | ---------- |
| 1     | Khalid Skah                | Marokko          | 28:23,28   |
| 2     | Eamonn Martin              | Großbritannien   | 28:23,42   |
| 3     | Thomas Osano               | Kenia            | 28:23,56   |
| 4     | Mathias Ntawulikura        | Ruanda           | 28:23,75   |
| 5     | Aloÿs Nizigama             | Burundi          | 28:23,80   |
| 6     | Aaron Ramirez              | USA              | 28:24,52   |
| 7     | Haruo Urata                | Japan            | 28:24,70   |
| 8     | Moses Tanui                | Kenia            | 28:25,52   |
| 9     | Stéphane Franke            | Deutschland      | 28:30,13   |
| 10    | Kōichi Morishita           | Japan            | 28:34,29   |
| 11    | Geraldo de Assis           | Brasilien        | 28:51,25   |
| 12    | Antonio Prieto             | Spanien          | 28:57,28   |
| 13    | Carey Nelson               | Kanada           | 29:07,27   |
| 14    | John Mwathiwa              | Malawi           | 30:31,43   |
| 15    | Chuluunbaatar Ariunsaikhan | Mongolei         | 30:50,77   |
| 16    | Gerard Degaetano           | Malta            | 31:03,21   |
| 17    | Lucas Eningo Elonga        | Äquatorialguinea | 35:31,57   |
| DNF   | Antonio Fabián Silio       | Argentinien      |            |
| DNF   | John Halvorsen             | Norwegen         |            |
| DNS   | Arturo Barrios             | Mexiko           |            |

### Vorlauf 2
| Platz | Name                  | Nation         | Zeit (min) |
| ----- | --------------------- | -------------- | ---------- |
| 1     | Addis Abebe           | Äthiopien      | 28:23,77   |
| 2     | Richard Chelimo       | Kenia          | 28:23,79   |
| 3     | Richard Nerurkar      | Großbritannien | 28:24,03   |
| 4     | Katsumi Ikeda         | Japan          | 28:26,14   |
| 5     | Hammou Boutayeb       | Marokko        | 28:26,54   |
| 6     | Salvatore Antibo      | Italien        | 28:26,72   |
| 7     | Fernando Couto        | Portugal       | 28:27,56   |
| 8     | Alejandro Gómez       | Spanien        | 28:29,37   |
| 9     | Marti ten Kate        | Niederlande    | 28:31,66   |
| 10    | Andy Bristow          | Großbritannien | 28:41,60   |
| 11    | Steve Plasencia       | USA            | 28:47,13   |
| 12    | Jesús Herrera         | Mexiko         | 28:59,22   |
| 13    | Vincent Rousseau      | Belgien        | 28:59,34   |
| 14    | Zoltán Kaldy          | Ungarn         | 29:00,89   |
| 15    | José Manuel Albentosa | Spanien        | 29:20,92   |
| 16    | Ahmed Al Hamshani     | Jordanien      | 31:13,52   |
| DNF   | Manny Lolin           | Marshallinseln |            |
| DNS   | Miguel Angel Vargas   | Costa Rica     |            |
| DNS   | Manuel Moreno         | Kap Verde      |            |
| DNS   | Silvio Guerra         | Ecuador        |            |

## Finale
26. August 1991, 20:10 Uhr
| Platz | Name                | Nation         | Zeit (min) |
| ----- | ------------------- | -------------- | ---------- |
| 1     | Moses Tanui         | Kenia          | 27:38,74   |
| 2     | Richard Chelimo     | Kenia          | 27:39,41   |
| 3     | Khalid Skah         | Marokko        | 27:41,74   |
| 4     | Thomas Osano        | Kenia          | 27:53,66   |
| 5     | Richard Nerurkar    | Großbritannien | 27:57,14   |
| 6     | Aloÿs Nizigama      | Burundi        | 28:03,03   |
| 7     | Mathias Ntawulikura | Ruanda         | 28:10,38   |
| 8     | Hammou Boutayeb     | Marokko        | 28:12,77   |
| 9     | Alejandro Gómez     | Spanien        | 28:13,14   |
| 10    | Kōichi Morishita    | Japan          | 28:13,71   |
| 11    | Haruo Urata         | Japan          | 28:18,15   |
| 12    | Stéphane Franke     | Deutschland    | 28:20,00   |
| 13    | Addis Abebe         | Äthiopien      | 28:33,44   |
| 14    | Marti ten Kate      | Niederlande    | 28:33,49   |
| 15    | Eamonn Martin       | Großbritannien | 28:35,82   |
| 16    | Andy Bristow        | Großbritannien | 28:47,01   |
| 17    | Aaron Ramirez       | USA            | 28:47,56   |
| 18    | Fernando Couto      | Portugal       | 28:48,05   |
| 19    | Katsumi Ikeda       | Japan          | 28:50,25   |
| 20    | Salvatore Antibo    | Italien        | 28:52,41   |

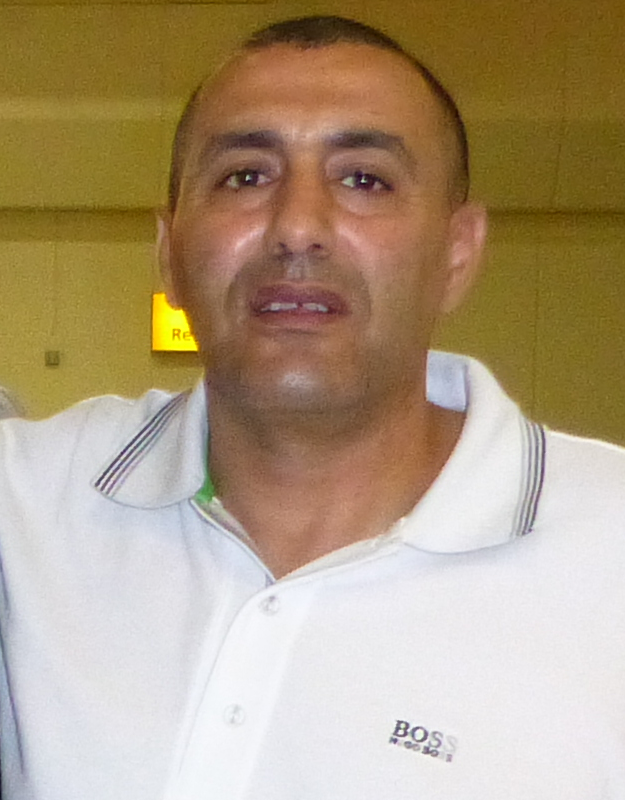
Bronzemedaillengewinner Khalid Skah – im Jahr darauf Olympiasieger

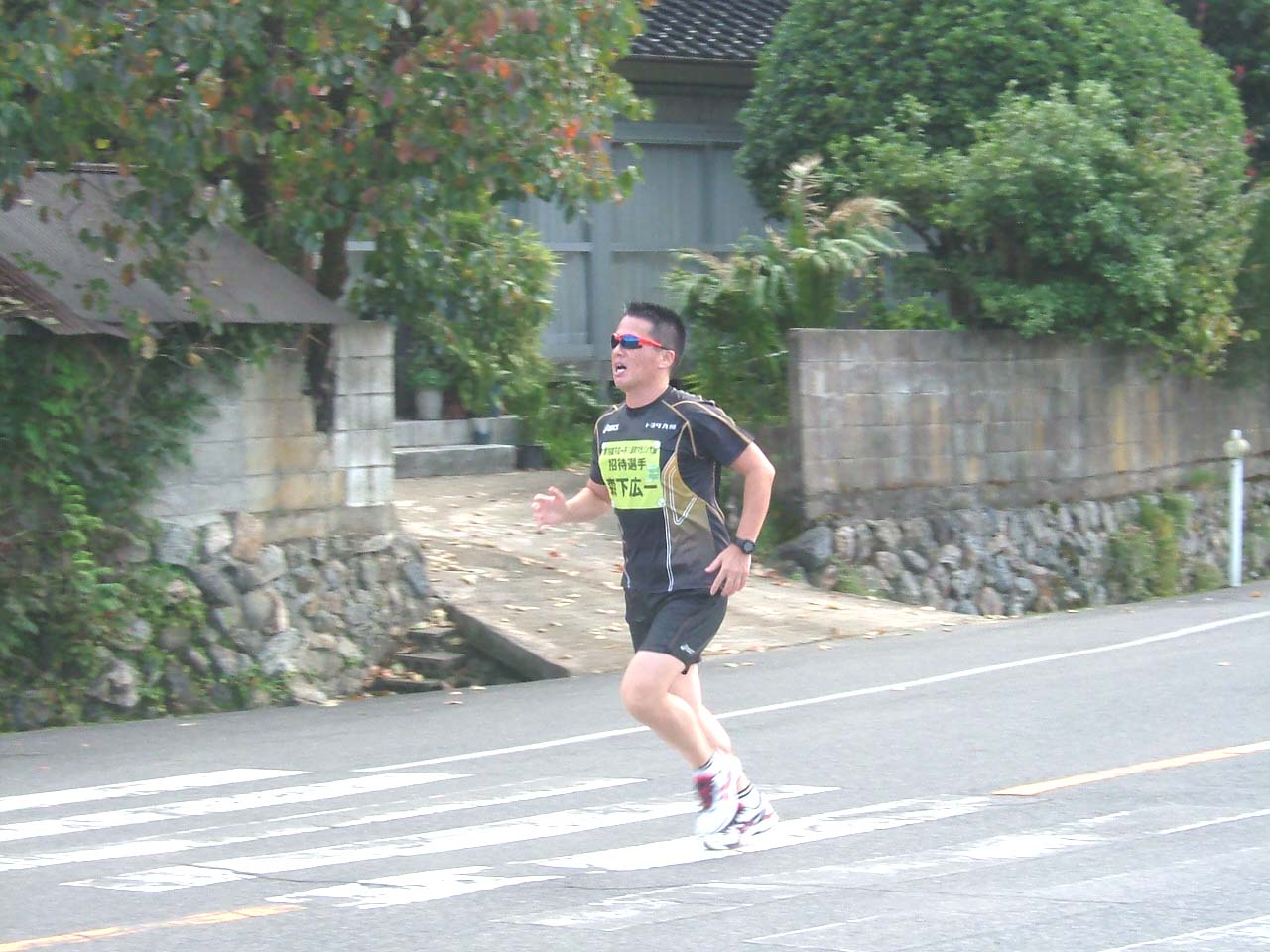
Koichi Morishita belegte Rang zehn
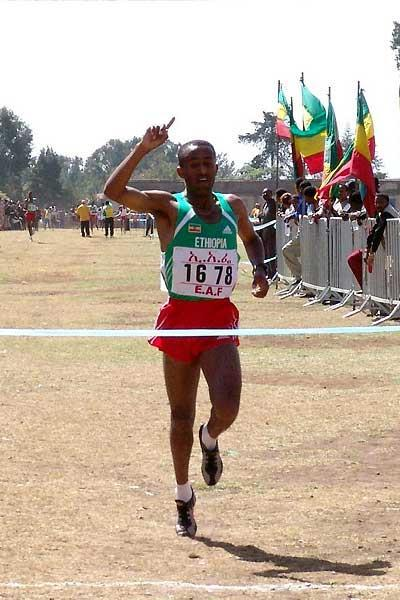
Addis Abebe kam auf den dreizehnten Platz
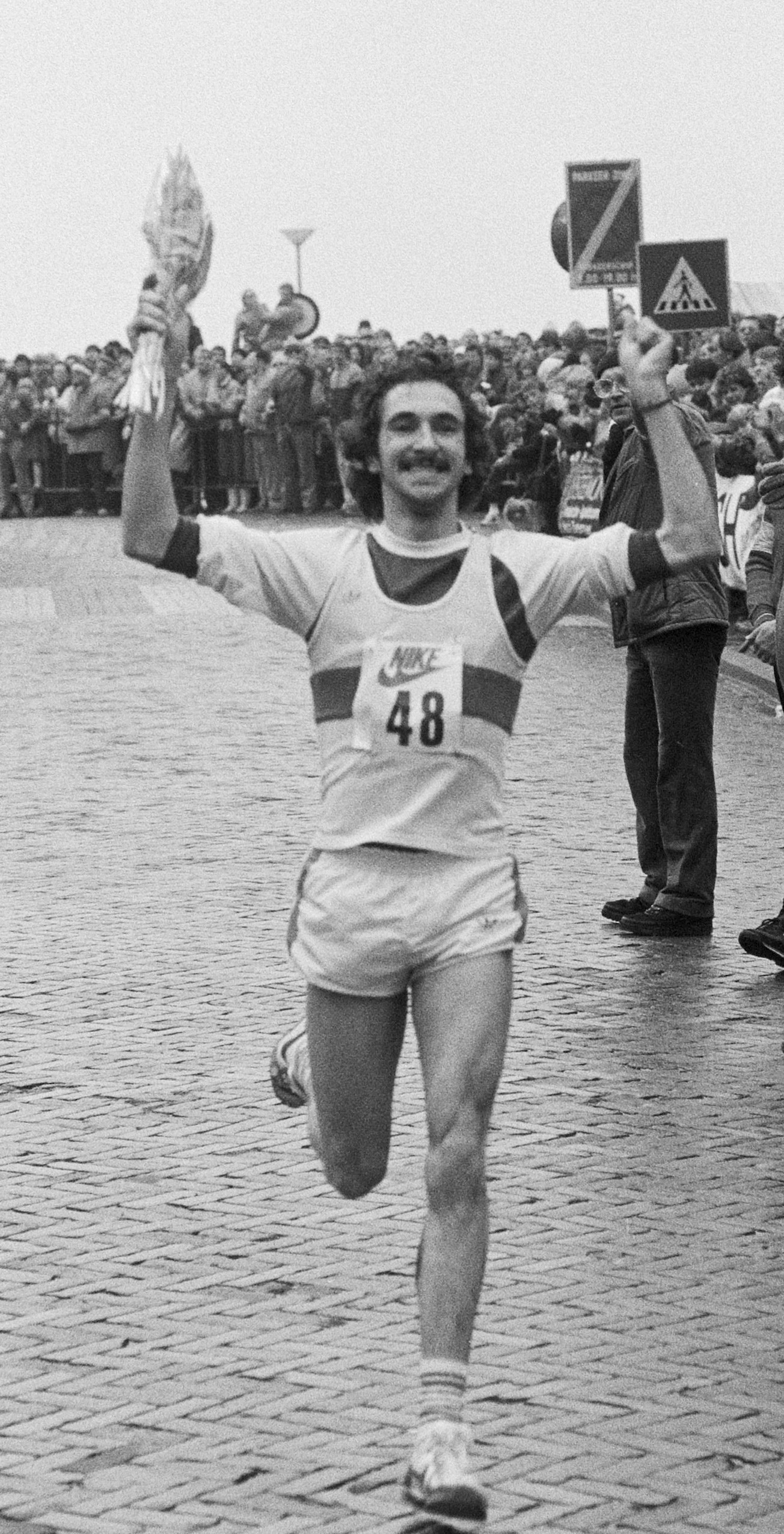
Marti ten Kate wurde Vierzehnter

## Video
- 3434 World Track & Field 1991 10000m Men auf youtube.com, abgerufen am 19. April 2020